# الخربة (بني مطر)

تعديل مصدري - تعديل

الخربة هي إحدى قرى عزلة ديان بمديرية بني مطر التابعة لمحافظة صنعاء، بلغ تعداد سكانها 380 نسمة حسب تعداد اليمن لعام 2004.